# Thelma Houston (album)
| Recensione | Giudizio |
| ---------- | -------- |
| AllMusic   |          |

Thelma Houston è il secondo album di Thelma Houston, pubblicato dall'etichetta discografica MoWest Records nel 1972.
L'album, che negli Stati Uniti fu pubblicato nell'agosto del 1972 e conteneva dieci brani, uscì nel Regno Unito nel gennaio del 1973 con quattro brani aggiuntivi.

## Tracce

### LP (MW 102 L, pubblicato in U.S.A.)
Lato A
1. What If – 2:58 (Patti Dahlstrom)
2. There's No Such Thing As Love – 3:00 (Ian Frasier, Anthony Newley)
3. Me and Bobby McGee – 3:01 (Kris Kristofferson, Fred Foster)
4. I'm Letting Go – 3:40 (Severin Browne, Patti Dahlstrom)
5. Do Something About It – 2:27 (Ben Peters)

Lato B
1. There Is a God – 4:57 (Andrew Cooper)
2. Black California – 3:00 (Barry Mann, Cynthia Weil)
3. And I Never Did – 3:00 (Patti Dahlstrom)
4. Blackberries – 3:07 (Barry White)
5. And I Thought You Loved Me – 2:45 (Nick Zesses, Dino Fekaris)

### LP (MWS 7003, pubblicato in UK)
Lato A
1. No One's Gonna Be a Fool Forever (Michael Masser, Pam Sawyer)
2. Black California (Barry Mann, Cynthia Weil)
3. I Ain't Going Nowhere (Pam Sawyer, Gloria Jones)
4. Nothing Left to Give (Mel Larson, Jerry Marcellino)
5. Stealing in the Name of the Lord (Paul Kelly)
6. Blackberries (Barry White)
7. And I Thought You Loved Me (Nick Zesses, Dino Fekaris)

Lato B
1. I Ain't That Easy to Lose (Pam Sawyer, Gloria Jones)
2. What If (Patti Dahlstrom)
3. There's No Such Thing As Love (Ian Frasier, Anthony Newley)
4. Me and Bobby McGee (Kris Kristofferson, Fred Foster)
5. I'm Letting Go (Severin Browne, Patti Dahlstrom)
6. Do Something About It (Ben Peters)
7. And I Never Did (Patti Dahlstrom)

- Durata brani non accreditati sull'album originale

### CD (The MoWest Album)
Edizione CD del 2012, pubblicato dalla SoulMusic Records (SMCR 5072)
1. What If – 2:58 (Patti Dahlstrom)
2. There's No Such Thing As Love – 2:58 (Ian Frasier, Anthony Newley)
3. Me and Bobby McGee – 3:24 (Kris Kristofferson, Fred Foster)
4. I'm Letting Go – 3:41 (Severin Browne, Patti Dahlstrom)
5. Do Something About It – 2:26 (Ben Peters)
6. There Is a Gold – 4:57 (Andrew Cooper)
7. Black California – 3:03 (Barry Mann, Cynthia Weil)
8. And I Never Did – 3:02 (Patti Dahlstrom)
9. Blackberries – 3:96 (Barry White)
10. And I Thought You Loved Me – 2:50 (Nick Zesses, Dino Fekaris)
11. No One's Gonna Be a Fool Forever – 3:18 (Michael Masser, Pam Sawyer) – Traccia bonus
12. I Ain't Going Nowhere – 3:19 (Pam Sawyer, Gloria Jones) – Traccia bonus
13. Nothing Left to Give – 3:24 (Mel Larson, Jerry Marcellino) – Traccia bonus
14. Stealing in the Name of the Lord – 3:51 (Paul Kelly) – Traccia bonus
15. I Ain't That Easy to Lose – 4:23 (Pam Sawyer, Gloria Jones) – Traccia bonus
16. I Want to Go Back There Again – 2:52 (Berry Gordy, Jr.) – Traccia bonus
17. Pick of the Week – 3:04 (Mel Larson, Jerry Marcellino) – Traccia bonus
18. Piano Man – 3:30 (Kaye Lawrence Dunham, Michael Masser) – Traccia bonus
19. I'm Just a Part of Yesterday – 3:09 (Pam Sawyer, Michael Masser) – Traccia bonus

## Musicisti
- Thelma Houston – voce
- Altri musicisti non accreditati

Note aggiuntive
- Joe Porter – produttore (eccetto brani: A3 / B4)
- Jerry Marcellino e Mel Larson – produttori (brano: A3)
- Al Cleveland e Edward Langford – produttori (brano: B4)
- Artie Butler – arrangiamenti (brani: A1 / A4 / B1 / B3 / B5)
- Michael Omartian – arrangiamenti (brani: A2 / A5 / B2)
- Gerald Page – arrangiamenti (brani: A3 / B4)
- John Myles – arrangiamenti (brano: A3)
- Jim Britt – foto copertina album originale